# Claudia Tagbo
Claudia Tagbo (sinh ngày 14 tháng 6 năm 1973) là một nữ diễn viên người Pháp, diễn viên hài và nhân vật truyền hình.

## Cuộc sống ban đầu
Claudia Tagbo sinh ra ở Abidjan, Bờ Biển Ngà năm 1973.

## Đóng phim
| Năm       | Tựa đề                                  | Vai                       | Giám đốc                              | Ghi chú                 |
| --------- | --------------------------------------- | ------------------------- | ------------------------------------- | ----------------------- |
| 2001      | Pas d'histoires!                        |                           | Émilie Deleuze                        |                         |
| 2001      | Fatou la Malienne                       | Hawa                      | Daniel Vigne                          | TV Movie                |
| 2002      | Mama Aloko                              |                           | Jean Odoutan                          |                         |
| 2004      | La dictée                               |                           | Meiji U Tum'si                        | Short                   |
| 2004      | La valse des gros derrières             | Assiba                    | Jean Odoutan                          |                         |
| 2004      | Les anges malicieux                     |                           | Frédéric Monpierre                    | Short                   |
| 2005      | Ma meilleure amie                       | Bertine                   | Élisabeth Rappeneau                   | TV Movie                |
| 2006      | Le tuteur                               | Midwife                   | Édouard Molinaro                      | TV Series (1 Episode)   |
| 2006      | Congorama                               | Alice Roy                 | Philippe Falardeau                    |                         |
| 2006-2010 | R.I.S, police scientifique              | Lieutenant Martine Forest | Various                               | TV Series (47 Episodes) |
| 2007      | Tony Zoreil                             | Member jazz band          | Valentin Potier                       | Short                   |
| 2007      | Porte-à-porte                           |                           | Jean-Pascal Gautier                   | Short                   |
| 2007      | Chrysalis                               | The nurse                 | Julien Leclercq                       |                         |
| 2007      | Ma vie n'est pas une comédie romantique | The Customs               | Marc Gibaja                           |                         |
| 2008      | Boulevard du Palais                     | Madame Wakalo             | Christian Bonnet                      | TV Series (1 Episode)   |
| 2008      | Ca$h                                    | The Secretary             | Éric Besnard                          |                         |
| 2008      | Sex, Okra and Salted Butter             | Bintou                    | Mahamat Saleh Haroun                  | TV Movie                |
| 2008      | Vilaine                                 | Mom at the airport        | Jean-Patrick Benes & Allan Mauduit    |                         |
| 2009      | Tongs et paréo                          | Noémie                    | Philippe Giangreco & Gwendal Pointeau | TV Series               |
| 2009      | Pina Colada                             | Claudia                   | Alice Winocour                        | Short                   |
| 2009      | Omar                                    | Omar's mother             | Sébastien Gabriel                     | Short                   |
| 2009      | Inside Jamel Comedy Club                | Herself                   | Olivier Braunstein                    | TV Show (9 Episodes)    |
| 2010      | La vénitienne                           | Lieutenant Maguy          | Saara Saarela                         | TV Movie                |
| 2010      | Au bas de l'échelle                     | Stephe                    | Arnauld Mercadier                     | TV Movie                |
| 2010      | À vos caisses                           | Arsène                    | Pierre Isoard                         | TV Movie                |
| 2010      | Le sentiment de la chair                | Djibril's friend          | Roberto Garzelli                      |                         |
| 2011      | Camping paradis                         | Sister Constance          | Philippe Proteau                      | TV Series (1 Episode)   |
| 2011      | J'aurais pu être une pute               |                           | Baya Kasmi                            | Short                   |
| 2011      | Le client                               | Falco                     | Arnauld Mercadier                     | TV Movie                |
| 2011      | De l'huile sur le feu                   | The nurse                 | Nicolas Benamou                       |                         |
| 2012      | Schengen                                | Ines                      | Annarita Zambrano                     | Short                   |
| 2012      | La collection donne de la voi(e)x       | Ines                      | Annarita Zambrano                     | TV Series (1 Episode)   |
| 2012      | Crapuleuses                             | Madame Pilat              | Magaly Richard-Serrano                | TV Movie                |
| 2012      | Clem                                    | The Director of the crib  | Joyce Buñuel                          | TV Series (2 Episodes)  |
| 2012      | Une Estonienne à Paris                  |                           | Ilmar Raag                            |                         |
| 2012      | Manipulations                           | Laura Silvano             | Laurent Herbiet                       | TV Movie                |
| 2012      | Les seigneurs                           | Fatou N'Dogo              | Olivier Dahan                         |                         |
| 2012      | Victorine                               | Victorine                 | Garance Meillon                       |                         |
| 2013      | Mon Frigo m'a dit                       |                           | Francis Coté                          | TV Mini-Series          |
| 2013      | Aya de Yopougon                         | Jeanne / Alphonsine       | Marguerite Abouet & Clément Oubrerie  |                         |
| 2013      | C'est la crise                          | Claudia                   | David Freymond                        | TV Series (15 Episodes) |
| 2013      | Lanester                                | Léonie Saint-Martin       | Franck Mancuso                        | TV Movie                |
| 2014      | Get Well Soon                           | Myriam                    | Jean Becker                           |                         |
| 2014      | Le crocodile du Botswanga               | Jacqueline                | Lionel Steketee & Fabrice Eboué       |                         |
| 2014      | Amour sur place ou à emporter           | The Taxi                  | Amelle Chahbi                         |                         |
| 2014      | WorkinGirls                             | Brigitte                  | Sylvain Fusée                         | TV Series (1 Episode)   |
| 2014      | Presque parfaite                        | Julia                     | Gabriel Julien-Laferrière             | TV Series (1 Episode)   |
| 2015      | Nos chers voisins                       | Françoise Gairoard        | Emmanuel Rigaut                       | TV Series (2 Episodes)  |
| 2015      | I'm All Yours                           | Ebène                     | Baya Kasmi                            |                         |
| 2015      | Up & Down                               | Bommart                   | Ernesto Oña                           | TV Movie                |
| 2016      | We Are Family                           | Babette                   | Gabriel Julien-Laferrière             |                         |

## Rạp hát
| Năm       | Chức vụ          | Tác giả | Giám đốc      | Ghi chú                       |
| --------- | ---------------- | ------- | ------------- | ----------------------------- |
| 2011      | Phúc âm hài kịch | Tagia   | Fabrice Éboué | Chương trình Một người phụ nữ |
| 2012-2014 | Khùng            | Tagia   | Fabrice Éboué | Chương trình Một người phụ nữ |